# Chiesa di Santa Maria di Trempu
La chiesa di Santa Maria di Trempu o ad templum è una chiesa campestre ubicata in territorio di Ghilarza - centro abitato della Sardegna centrale - da cui dista circa sei chilometri. 
Consacrata al culto cattolico, fa parte della arcidiocesi di Oristano.

La chiesa fa parte del novenario di Trempu, secondo quanto riportato in documenti d'archivio, chiamato anche Nostra Signora delle Grazie (1611) o di Monserrato (1741).

La chiesa, circondata da numerosi muristenes (o cumbessias) - alloggi temporanei per i pellegrini - è sede di preghiera e vita comunitaria durante l'omonima novena che si svolge tutti gli anni nel mese di settembre.

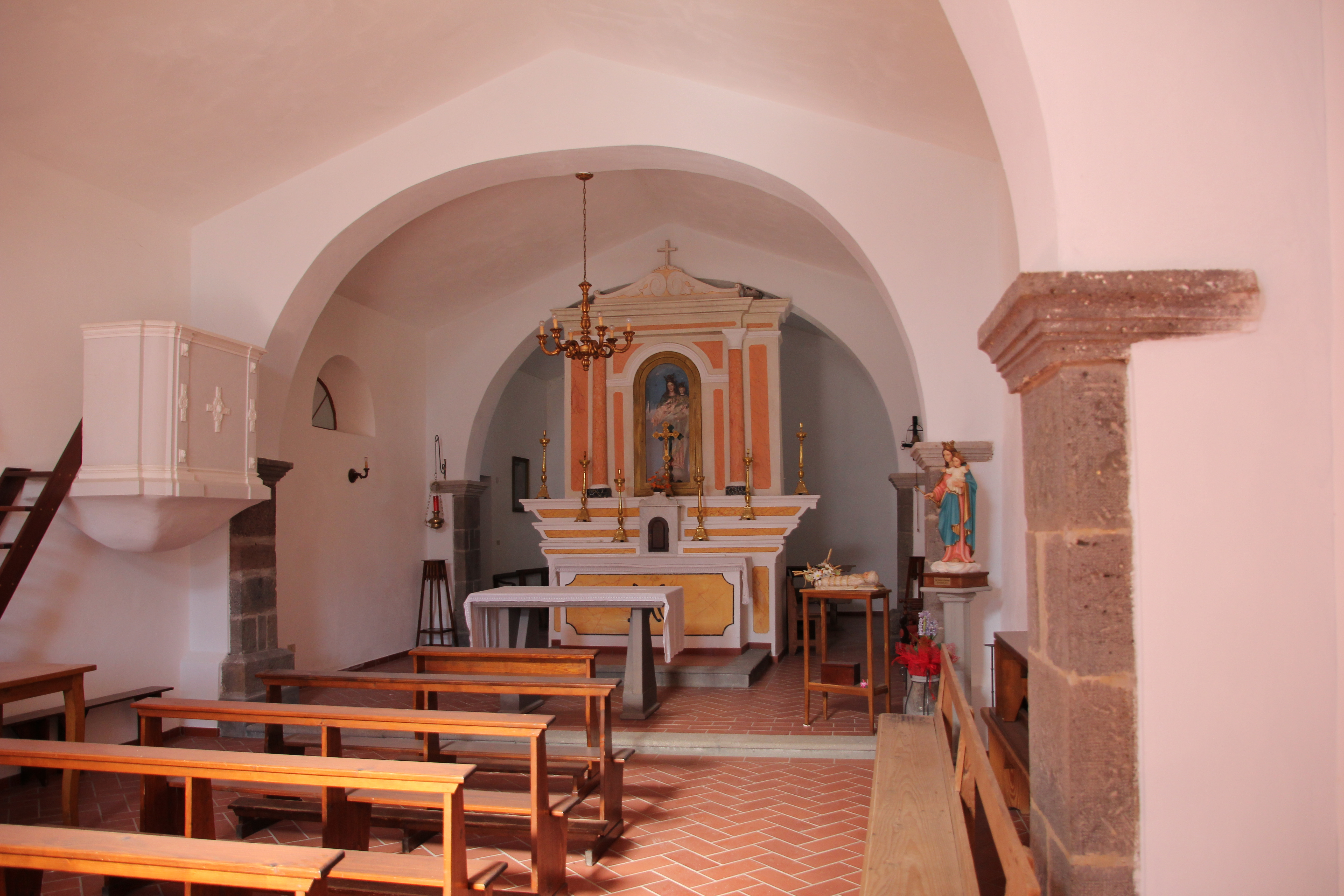
Interno